# Félix Morlion
Félix Morlion (16 maggio 1904 – 1987) è stato un presbitero belga dell'Ordine dei frati predicatori, punto di riferimento negli ambienti del cinema cattolico fino alla metà degli anni '50 e agente segreto della CIA a Roma, implicato marginalmente nel caso Moro, in quanto era in contatto con Giorgio Conforto, professore universitario e agente segreto legato al KGB anche esso coinvolto nel caso Moro.

## Influenza sul cinema italiano
Morlion giunse in Italia con alcuni compiti di carattere sociale e religioso affidatigli da Don Luigi Sturzo, esule negli Stati Uniti. Viaggiò al seguito delle armate alleate con la fama di essere esperto nelle tecniche di guerra psicologica e propaganda di massa. Fondò a Roma l'Università internazionale degli studi sociali Pro Deo (l'attuale Libera università internazionale degli studi sociali Guido Carli), di cui divenne il presidente nel 1946. Su allarme di una possibile azione rivoluzionaria dell'apparato comunista nell'Italia del secondo dopoguerra, Morlion venne incaricato di ridurre l'influenza comunista, anche attraverso il cinema, strumento di propaganda molto potente all'epoca. Noto è il contributo che il prete diede a due film di Roberto Rossellini, designato dalla destra italiana come regista rifondatore di un Neorealismo cattolico, ovvero Stromboli (Terra di Dio) e Francesco, giullare di Dio. Il tentativo risulterà, tuttavia, vano soprattutto per la tipica natura ambigua dei film del regista, che si sottopongono all'interpretazione dello spettatore, quindi incapaci di veicolare un messaggio forte e univoco.